# Canada ai Giochi della V Olimpiade
Il Canada partecipò ai Giochi della V Olimpiade che si sono svolti a Stoccolma dal 5 maggio al 27 luglio 1912, con una delegazione di 37 atleti impegnati in sette discipline.